# Le Premier Jeu (Van Lijnschooten)
Le Premier Jeu is een compositie voor harmonieorkest of fanfareorkest van de Nederlandse componist Henk van Lijnschooten. Het is geschreven in opdracht van de Stichting Overkoepeling Nederlandse Muziekorganisaties (SONMO).